# Bitter Creek (Green River)
Der Bitter Creek ist ein etwa 162 km langer, linker Nebenfluss des Green River im Südwesten des US-Bundesstaates Wyoming.

## Verlauf
Der Bitter Creek entsteht durch den Zusammenfluss zweier namenloser Bäche westlich des Delaney Rim in der Red Desert im südöstlichen Sweetwater County auf einer Höhe rund 2110 m, etwa 45 km südöstlich von Point of Rocks und 45 km südwestlich von Wamsutter. Der Fluss erhält von links den Antelope Creek und fließt zunächst nach Nordwesten, bevor er sich westlich des Table Rock abrupt in südwestliche Richtung wendet. Ab hier folgt die Transcontinental Railroad dem Flussverlauf bis zur Mündung in Green River. Im weiteren Verlauf wendet sich der Bitter Creek wieder nach Nordwesten und erreicht bei Point of Rocks die Interstate 80, die gebündelt mit dem U.S. Highway 30 ebenfalls entlang des Flusses bis Green River verläuft. Der Fluss mäandriert durch die aride Steppenlandschaft des Wyomingbeckens in nun südwestliche Richtung, erhält mit Black Butte Creek und Salt Wells Creek von links längere Nebenflüsse und verläuft nordwestlich des Southwest Wyoming Regional Airport hinab nach Rock Springs, der fünftgrößten Stadt in Wyoming. Der Bitter Creek fließt durch die Innenstadt von Rock Springs und die angrenzenden Gemeinden Blairtown und Clearview Acres, unterquert im Stadtzentrum den Wyoming Highway 376, erhält von rechts den Killpecker Creek und verläuft westlich der Stadt südlich des White Mountain weiter durch das Bitter Creek Valley. Auf den letzten Kilometern unterquert der Fluss bei Purple Sage den U.S. Highway 191, erhält den Little Bitter Creek und mündet am östlichen Stadtende von Green River auf einer Höhe von 1849 m in den hier nach Süden fließenden Green River. Der U.S. Highway 30, die Interstate 80 sowie die Transcontinental Railroad verlaufen weiter durch das Sweetwater County in westliche Richtung.

## Hydrologie
Der Bitter Creek ist als Nebenfluss des Green River Teil des Einzugsgebietes des Colorado River, der in den Golf von Kalifornien entwässert. Das Einzugsgebiet des Bitter Creek umfasst ein Areal von etwa 5800 km² und grenzt an die Einzugsgebiete von Big Sandy River im Nordwesten, Jack Morrow Creek im Norden, Black Rock Creek im Nordosten, Muddy Creek im Osten, Sand Creek im Südosten, Vermillion Creek und Red Creek im Süden sowie Sage Creek im Westen. Der mittlere Abfluss am Pegel Salt Wells beträgt 0,18 m³/s, die größten Abflüsse finden sich in den Monaten März, April und Mai.

## Belege
1. 1 2 3 4 5  Bitter Creek. In: Geographic Names Information System. United States Geological Survey, United States Department of the Interior (englisch).
2. ↑  USGS 09216562 BITTER C AB SALT WELLS C NR SALT WELLS WY. Abgerufen am 24. November 2024.